# 小方功
小方 功（おがた いさお、1963年7月5日 - ）は、日本の実業家。1995年、小売業者向け卸サイトを運営するラクーンホールディングスを創業した。

## 来歴

### 起業まで
1963年7月、北海道札幌市に生まれる。
札幌光星高等学校を経て、北海道大学工学部に入学。大学在学中に、リクルート主催の米国ベンチャー企業訪問ツアーに参加し、将来の起業を決意する。1988年、大学を卒業し、同年の4月、パシフィックコンサルタンツに入社。1992年に退職し、起業準備と中国語を学ぶために中華人民共和国、北京に一年間留学する。帰国後の1993年9月、東京都狛江市に自宅兼事務所で開業。「他人と違うユニークなモノを扱い喜んでもらおう」という考えから、留学中に探した中国製の健康食品や雑貨を扱い始めた。

### オンライン激安問屋
ビジネスが軌道に乗り始めたころに、大手企業から依頼である商品を大量に輸入したが、突然の取引中止により過剰在庫を抱えることになった。この倒産の危機は乗り切ることができたが、「何故、大手企業のわがままな発注に振り回されて過剰在庫を抱える羽目に会い、倒産の危機に追い込まれなければならないのか」と憤りを感じた。一方で、倒産の危機を脱した経験から「在庫処理が上手な社長」という評判もあがり、在庫処理の相談も持ち込まれるようになった。
これらの経験から過剰在庫をなくすためのビジネスモデルの構築をはじめる。試行錯誤の末、1998年8月に、複数のメーカー、問屋、小売業などが参加して過剰在庫を処分できるオンラインマーケットの「オンライン激安問屋」を立ち上げた。
「オンライン激安問屋」のビジネスモデルが他の在庫品流通サイトと異なった点は、仲介サービスではなく一度在庫を引き取り、自社品として販売することとした所にあった。在庫を持つリスクを取ることで、在庫処分を望む売り手は匿名性を維持できた。買い手側も仕入先を一本化でき、荷受けや決済業務を簡素化できるメリットがあった。
またこの事業を始めるにあたり、2000年4月に、当時シンガポール・テレコムの会長で投資家のコ―・ブーン・フィーが4000万円、日本アジア投資や個人投資家などからも8000万円、合計1億2000万円を資金調達した。同年、「オンライン激安問屋」のビジネスモデルが 「日経インターネット・アワード2000」ビジネス部門 日本経済新聞社賞を受賞した。

### スーパーデリバリー
2002年2月4日、「スーパーデリバリー」を開始する。問屋の多くが売れ筋の商品ばかりを扱ったり、手間がかかって利幅の薄い小さな取引を敬遠しており、ライバルと差別化を図りたいアパレル・雑貨メーカーや小売店がこのような問屋の絞り込みに不満を抱いていた。小方はここにビジネスチャンスがあるとらえ、特にこのような風潮が顕著であった衣料品や雑貨をメインターゲットに少量多品種をネットで卸す会員サービスを核としたBtoBオンラインマーケットである。また、会員間の信頼を重視するために、ネット活用することに加えて、実店舗で営業していることを小売店会員の入会条件とした。これにより副業で片手間にやっていたり過当競争に巻き込まれやすいネット専門店や、ネット導入すらしない無気力経営者を排除した。

### 上場
2006年4月6日、ラクーンの東証マザーズ上場を果たす。2016年3月29日には東京証券取引所第一部に市場変更。

## 人物像
2000年から2003年までラクーンで働き、一時期、取締役でもあった小林りんは小方について、「問屋さんをやっていたおじちゃんがいきなり起業したみたいな感じ」と述べている。また、ラクーンの社名の由来について小林りんが、小方に「なぜ社名がラクーンなんですか？」と質問したところ、「ぼくがアライグマに似ているからです」と答えたとしている。

## 著書
- 『華僑 大資産家の成功法則 お金がなくても夢をかなえられる8つの教え』（実業之日本社、2005年）[注釈 4]
- 『ネット問屋で仕入れ』（実業之日本社、2005年）